# Miroslav Sutnar

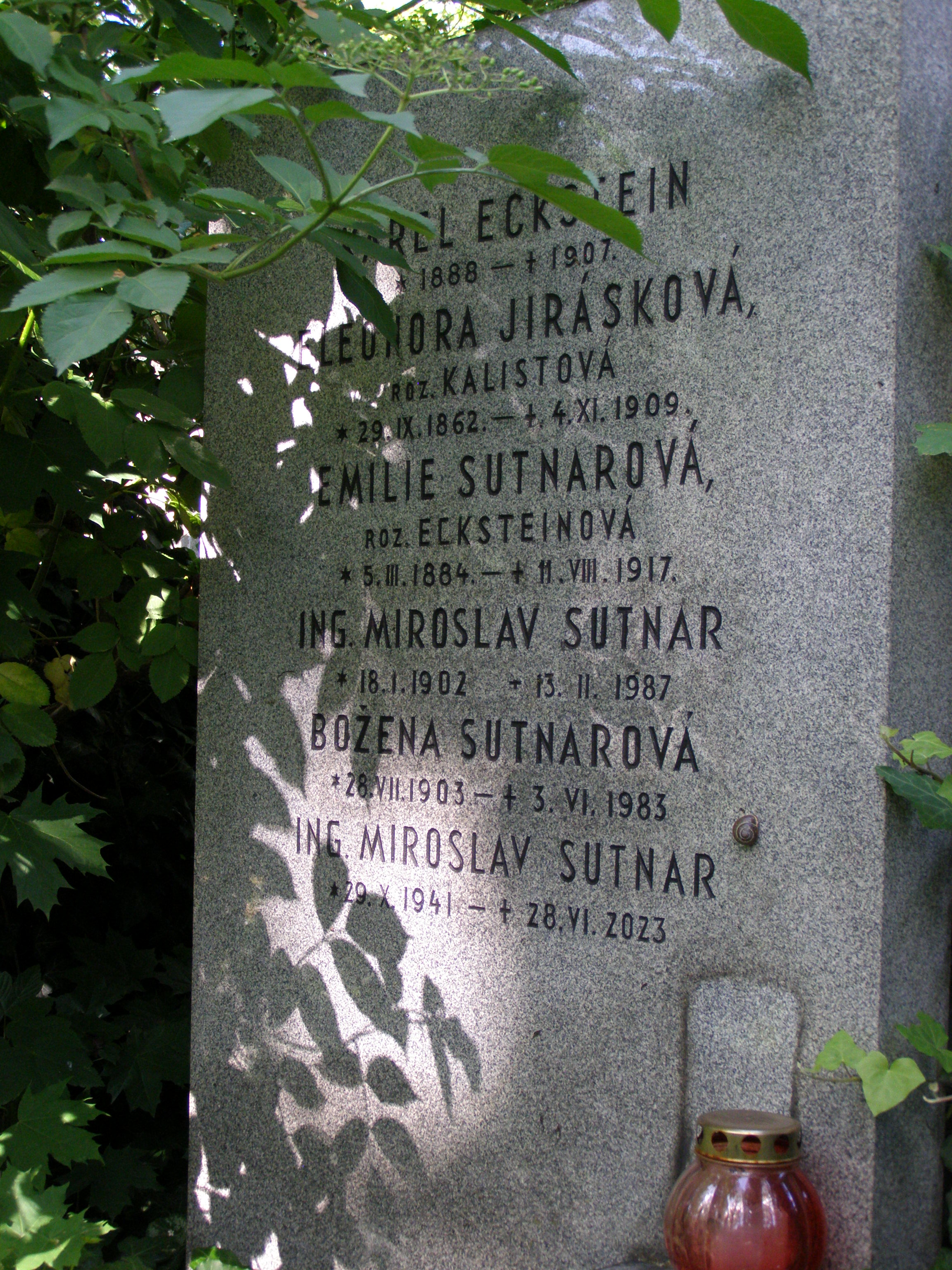
Hrob na pražském hřbitově Malvazinky

Miroslav Sutnar (18. ledna 1902 České Budějovice – 13. února 1987 Praha) byl teoretik reklamy a zakladatel moderní československé reklamy.

## Život
Narodil se v rodině ing. Miroslava Sutnara (* 1875), železničního odborníka, později ředitele odboru Nejvyššího kontrolního a účetního úřadu, a jeho manželky Emilie, rozené Ecksteinové. Designer Ladislav Sutnar byl jeho strýc (otcův bratr).
Zemřel v roce 1987, pohřben byl na hřbitově Malvazinky.

## Pracovní život
V roce 1927 založil Reklamní společnost československou, která zanikla v roce 1949. Přednášel také na pražské Vysoké škole obchodní a byl soudním znalcem pro obor reklamy. Stál u zrodu Reklamního klubu československého i Spolku komerčních inženýrů, byl dlouholetým šéfredaktorem časopisu ORO, autorem slavných reklamních kampaní pro firmy BSA, JAWA či BAŤA, ale také spoluautorem Programu poválečné očisty Prahy a státně propagačního projektu „Startujeme do dvouletky“.[zdroj?]
Osudnou se mu v padesátých letech minulého století stala až organizace Stálé výstavy čs. stavebnictví v Technickém muzeu Praha, jejímž byl zmocněncem. Ta znamenala ukončení jeho aktivní reklamní činnosti. V roce 1959 odsouzen na 11 let odnětí svobody a k propadnutí majetku. Za vinu mu bylo kladeno, že pod vedením arch. Jar. Červenky a spolu s dalšími v letech 1954–1958 uměle navyšovali faktury.

## Dílo

### Vzpomínky
Jako ředitel nakladatelství a vydavatelství Politika byl také přímým účastníkem mnoha zlomových okamžiků československých dějin a své osobní zkušenosti zaznamenal v souboru deníků, které jsou významnou součástí jeho písemné pozůstalosti a neocenitelným zdrojem informací pro další generace.[zdroj?]

### Publikační činnost
Jeho nejvýznamnější publikací je kniha Co dokáže reklama, která vyšla poprvé v roce 1941, podruhé v roce 1948.

## Posmrtná výstava
Výstava Co dokáže reklama, věnovaná dílu Miroslava Sutnara, proběhla v srpnu 2020 v plzeňské Galerii Ladislava Sutnara.